# Christer Skog
Karl Olov Christer Skog, född 1956 i Taxinge, är svensk före detta förbundskapten för svenska längdskidlandslaget (91-93) för herrar. Han är den förbundskapten i världen som haft flest längdskidlandslag. Skog har i tur och ordning tränat landslagen för Storbritannien (1988-1990), Sverige (1991-1993), Australien (1995-1998) och USA (1998-2002). Han var också personlig tränare för tjecken Martin Koukal när denne vann VM-guld 2003 i Val di Fiemme, Italien. Sedan 2005 är han personlig tränare till Daniel Tynell, som vunnit Vasaloppet tre gånger, 2002, 2006 och 2009 samt varit tvåa tre gånger, 2010, 2012 och 2013. Under 2013 kommer han bland annat åter att vara personlig tränare för Tynell och Koukal.
Tillsammans med komikern Måns Möller slog han världsrekord 2017 genom att cykla snabbast över Europa. Från Uralbergen i Ryssland till Cabo da Roca i Portugal på 29 dagar, och hamnade i Guinness rekordbok 2019.
2018 tog han över som förbundskapten för svenska paralandslaget på skidor.
Skog är sedan augusti 2014 gift med sportjournalisten Pamela Andersson.
I februari 2021 åkte Christer Skog, tillsammans med Måns Möller, Vasaloppssträckan 10 dagar i rad, med syfte att samla in pengar till att erbjuda barn med neuropsykiatriska diagnoser fler möjligheter att idrotta. Totalt samlades 1,7 miljoner svenska kronor in.